# M/S Polstjärnan IV
M/S Polstjärnan IV, tidigare M/S Faros, är ett svenskt arbetsfartyg, som byggdes 1978 av Åsiverken i Åmål för Sjöfartsverket.